# Cortodera falsa
Cortodera falsa är en skalbaggsart som först beskrevs av Leconte 1859.  Cortodera falsa ingår i släktet Cortodera och familjen långhorningar. Inga underarter finns listade i Catalogue of Life.